# Оуайн Глиндур
Оуайн Глиндур (на уелски: Owain Glyndŵr или Owain Glyn Dŵr, уелско произношение: [ˈoʊain ɡlɨ̞nˈduːr]) е уелски владетел и последният етнически уелсец, носил титлата принц на Уелс. Оглавява продължителен бунт срещу английската власт в Уелс, който в крайна сметка е неуспешен.

## Биография
Глиндур е пряк потомък на принцовете на Поуис по линия на баща си Грифид Фичан II и на принцовете на Дехейбарт по линия на майка си Елен ферч Томас ап Лиуелин. На 16 септември 1400 г. Оуайн и неговите поддръжници се вдигат на бунт против Хенри IV. Макар в началото да има успех, бунтът в крайна сметка е потушен. Глиндур е видян последно през 1412 г. и никога не бива заловен, нито подмамен от кралско опрощение, нито предаден. Последните му години остават мистерия.
Глиндур остава важна фигура в културната история и на Уелс, и на Англия. Той е включен като див и екзотичен герой в Шекспировата историческа пиеса Хенри IV, Част I (под името Оуен Глендоуър). Според драматургът той е владян от магия и емоция. От 2002 г. Глиндур е на 23-то мяство в класацията Стоте най-велики британци.